# Tripartito catalán
Se conoce como Gobierno tripartito (en catalán: Govern tripartit o simplemente tripartit) o tripartito catalán a la coalición surgida tras la firma del Pacto del Tinell por el Partit dels Socialistes de Catalunya-Ciutadans pel Canvi, Esquerra Republicana de Catalunya e Iniciativa per Catalunya Verds - Esquerra Unida i Alternativa el 14 de diciembre de 2003. Estos tres partidos políticos sostuvieron entre el 20 de diciembre de 2003 y el 11 de mayo de 2006, en virtud de dicho acuerdo, el Gobierno catalanista y de izquierdas encabezado por el socialista Pasqual Maragall.
Después de las elecciones al Parlamento de Cataluña de 2006, la coalición de izquierdas volvió a acordar formar gobierno, esta vez presidido por el nuevo líder del PSC, José Montilla y bajo el nombre de Govern d'Entesa («Gobierno de entendimiento» o «Gobierno de pacto»).
Luego de las elecciones al Parlamento de 2024 se comenzó a especular la posibilidad de un nuevo tripartito entre PSC, ERC y los Comuns (los herederos de ICV), pero sin que Esquerra entrara al gobierno de Salvador Illa, ya que ellos mismos dijeron que pasarían a la oposición.

## La presidencia de Pascual Maragall

### La formación del nuevo Gobierno. El Pacto del Tinell
La victoria de la federación de Convergència i Unió en las elecciones al Parlamento de Cataluña del 16 de noviembre de 2003, no supuso obstáculo para la formación del Gobierno tripartito, debido a la clara mayoría de los partidos pactantes en el nuevo Parlamento. Así, el resultado de las elecciones otorgó al PSC, la fuerza más votada, 42 escaños, 23 a Esquerra y 9 escaños a Iniciativa. Convergència i Unió obtenía 46 escaños y completaba el panorama político el PPC, que pese a una leve subida, perdía la influencia que había tenido en las dos anteriores legislaturas al no sumar mayoría con CiU debido a la fuerte caída de esta.
Desde el principio, gracias a su espectacular subida, ERC apareció como el árbitro de la situación. Después de verse rechazada su propuesta de un Gobierno de concentración con todos los partidos exceptuando al PPC (antagónico a ERC por su condición de antinacionalista y de derechas), se le presentaban dos posibilidades: un gobierno catalanista con CiU, o bien un Gobierno progresista con socialistas PSC y ecosocialistas ICV-EUiA. Después de negociaciones clave tanto con Convergència i Unió como con el Partit dels Socialistes sobre asuntos como la nueva financiación autonómica o el nuevo Estatuto de autonomía, la fórmula elegida fue finalmente la segunda.
Después de su investidura por el Parlamento, gracias a los votos del Tripartito, Pasqual Maragall tomó posesión como Presidente de Cataluña el 20 de diciembre de 2003. Asimismo, el 22 de diciembre, los dieciséis consejeros del nuevo Gobierno catalán tomaban posesión. Ocho de ellos del PSC, cinco de ERC y dos de ICV-EUiA, con su líder, Joan Saura, como consejero de Relaciones Institucionales y Participación y número tres del Gobierno. Por su parte, Josep Lluís Carod-Rovira tomó posesión como nuevo Conseller en cap, en sustitución del convergente Artur Mas.

### La aprobación del nuevo Estatuto de autonomía
El nuevo Estatuto, cuya modificación llevaban en su programa electoral todas las fuerzas excepto el PP, ha sido el gran objetivo de legislatura del Gobierno tripartito. Aspectos como la supuesta inconstitucionalidad de la proposición de nuevo Estatuto o la solidaridad interterritorial han supuesto controversia en otros territorios del Estado. El Parlamento de Cataluña también ha aprobado el deber de conocer las dos lenguas oficiales para igualar jurídicamente a catalán y a castellano y el dividir administrativamente Cataluña en siete veguerías.
La proposición de nuevo Estatuto fue aprobada el 30 de septiembre de 2005 tras un acuerdo in extremis en financiación y enseñanza entre el Tripartito y CiU por 120 votos a favor y la única oposición de los 15 diputados del PPC. El presidente del Parlamento catalán, Ernest Benach, lo entregó al Congreso de los Diputados.

### Controversias

#### La reunión de Carod-Rovira en Perpiñán
El 26 de enero de 2004 surgió una primera crisis debido a la publicación por parte del diario ABC de una información relacionada con una reunión de Josep-Lluís Carod-Rovira con representantes de ETA en la ciudad de Perpiñán el 4 de enero de 2004. Carod, que se defendió diciendo que él sólo había ido honradamente a intentar avanzar hacia la paz por medio del diálogo, admitió haberse equivocado en las formas y presentó su dimisión al Presidente de la Generalidad, que este aceptó tras la presión del candidato a la presidencia del Gobierno de España, José Luis Rodríguez Zapatero. Asimismo, Carod-Rovira anunció que encabezaría la candidatura de ERC en las elecciones a Cortes Generales para el Congreso de los Diputados de 14 de marzo de 2004, en las que ERC superó sus resultados de las elecciones catalanas. Al poco tiempo, el también republicano Josep Bargalló fue nombrado nuevo consejero jefe de la Generalidad.

#### El tres por ciento
La llamada crisis del tres por ciento estuvo a punto de echar por tierra todos los esfuerzos para aprobar un nuevo Estatuto, tras unas declaraciones del President de la Generalidad en el Parlamento que provocaron una airada protesta por parte de Artur Mas, que le acusó de haber malbaratado la legislatura. Después de las disculpas de Maragall, el enfrentamiento remitió.

#### El hundimiento en el barrio de El Carmelo
Durante la realización de las obras de ampliación de la Línea 5 del Metro de Barcelona, se agrietaron varias edificios y los vecinos de los inmuebles cercanos tuvieron que ser desalojados. Posteriormente varios edificios fueron demolidos ante el peligro de derrumbamiento. Un centenar de los más de 1200 vecinos del barrio barcelonés de El Carmelo que fueron desalojados a raíz del hundimiento fueron realojados en alojamientos nuevos e indemnizados por los efectos personales perdidos.

#### Otras controversias
Otras controversias como la participación de las selecciones deportivas catalanas en competiciones internacionales, en las que hubo intromisiones del Gobierno de España para negar la ratificación de la admisión de Cataluña en la Federación Internacional de Patinaje, aprobada meses atrás, produjo malestar en el Gobierno de Cataluña. (Véase: Caso Fresno)
Recientemente además, Maragall pidió disculpas por su actuación durante una visita a Israel en la que fotografió a Carod con una corona de espinas en la cabeza, lo que hizo que se les acusara de burlarse de la religión católica. Este último también se ausentó de un homenaje al asesinado primer ministro laborista israelí y artífice de los Acuerdos de Oslo, Yitzhak Rabin, por no encontrarse en él la bandera catalana junto a la española.

### El fin del primer tripartito
Con la aprobación de la reforma del Estatuto en las Cortes Generales, donde se modificó el contenido del mismo limitando el término nación al preámbulo, entre otras modificaciones, ERC decidió pedir el no en el referéndum previsto para la aprobación del texto.
Esto provocó el cese de los consejeros de ERC, que fueron sustituidos por otros del PSC, y la promesa de Pasqual Maragall de convocar elecciones al Parlamento de Cataluña antes de finalizar el año 2006. Ante esta situación, CiU prometió garantizar la estabilidad del Gobierno catalán hasta que se celebraran los comicios.
El 21 de junio de 2006 el presidente Pasqual Maragall anunció que no volvería a presentarse como candidato a la presidencia, dejando de este modo el camino expedito para que el 26 de junio de 2006 la comisión ejecutiva de los socialistas catalanes propusiera a su primer secretario, José Montilla, a la sazón ministro español de Industria, como candidato a la presidencia de la Generalidad de Cataluña.

## La presidencia de José Montilla
En las elecciones autonómicas de 2003, el Partido de los Socialistas de Cataluña (PSC), dirigido por José Montilla, ganó la mayoría de escaños en el Parlamento de Cataluña, pero no alcanzó la mayoría absoluta. Para formar un gobierno, Montilla tuvo que buscar aliados. El PSC se alió con Esquerra Republicana de Catalunya (ERC) y los Iniciativa per Catalunya Verds-Esquerra Unida i Alternativa (ICV-EUiA), creando nuevamente la coalición conocida como el "tripartito".

### Formación del Gobierno

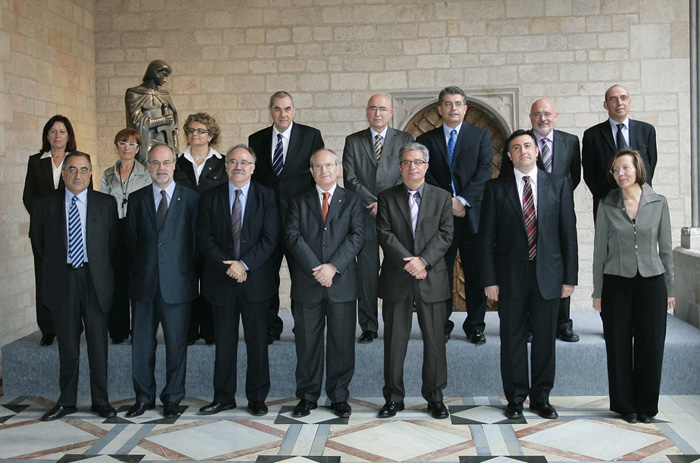
El gabinete de José Montilla en el año 2006.

El tripartito se formó con el objetivo de establecer un gobierno que reflejara una amplia representación política. Montilla fue investido como presidente de la Generalidad, y los tres partidos acordaron compartir el poder y definir una agenda común.

### Principales Logros
Uno de los logros más destacados del tripartito fue la reforma del Estatut de Autonomía de Cataluña, aprobada en 2006. Esta reforma otorgó a Cataluña mayores competencias y reforzó su estatus dentro de España. Fue una victoria significativa para la coalición, especialmente para ERC, que había promovido el fortalecimiento del autogobierno catalán.
El gobierno tripartito también se centró en cuestiones sociales y económicas. Se hicieron esfuerzos para mejorar los servicios públicos, como la sanidad y la educación, y se promovió el uso del catalán en la administración y la educación.

### Crisis y Conflictos Internos
Sin embargo, la coalición no estuvo exenta de problemas. Las diferencias ideológicas entre los socios del tripartito crearon tensiones constantes. ERC, con una agenda claramente independentista, a menudo entraba en conflicto con el PSC, que mantenía una postura más moderada. Estas tensiones se manifestaron en debates sobre la política de autonomía y las prioridades del gobierno.
Además, el tripartito enfrentó varios desafíos económicos. La crisis económica global que comenzó en 2008 afectó severamente a Cataluña, aumentando la presión sobre el gobierno para manejar el desempleo y el déficit presupuestario. Las medidas de austeridad y los recortes en el gasto público causaron descontento y desilusión entre los ciudadanos y dentro de los propios partidos de la coalición.

### Escándalos y Dificultades

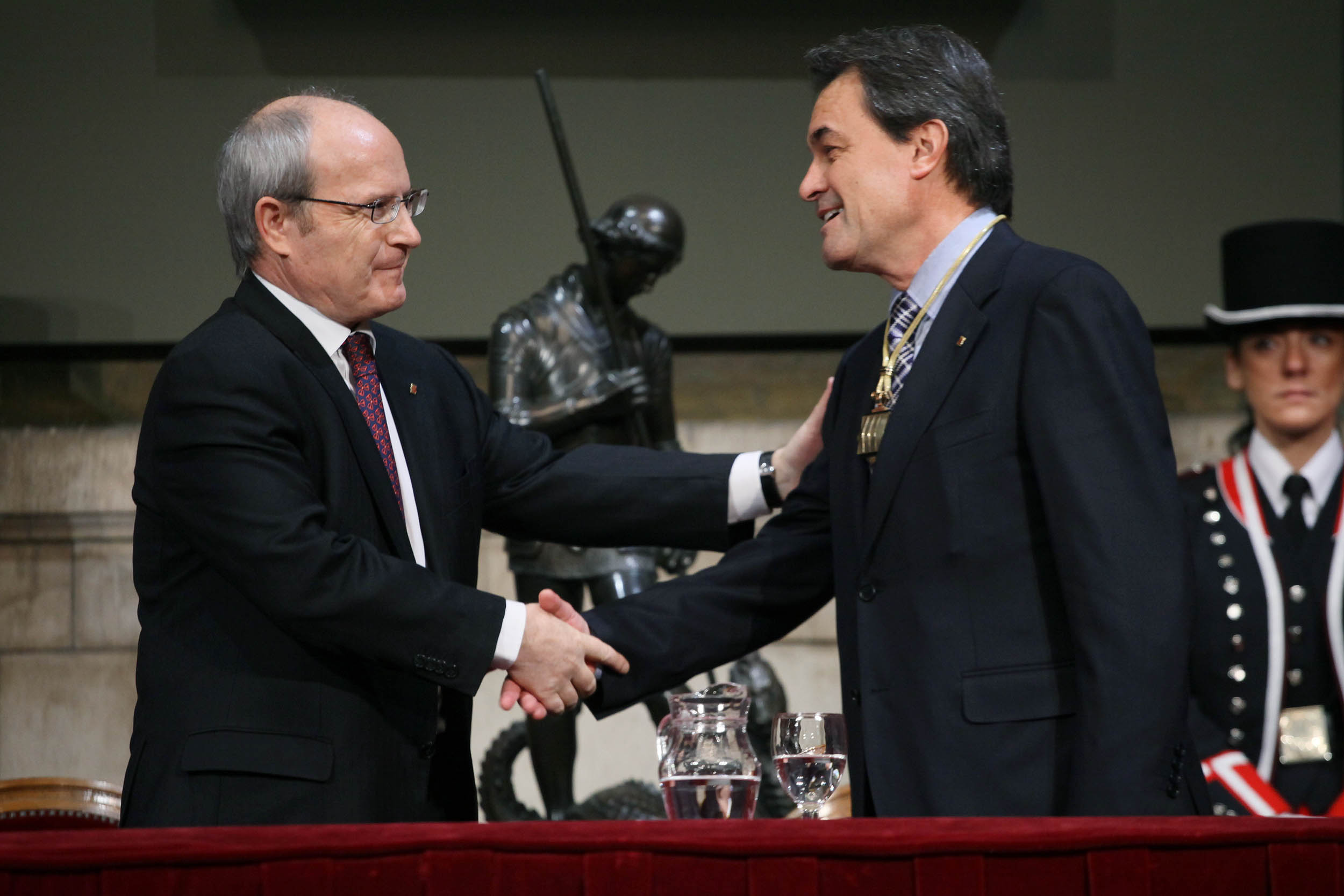
José Montilla hace el traspaso del cargo a Artur Mas.

Durante el mandato del tripartito, surgieron varios casos de corrupción que afectaron la imagen del gobierno. Los escándalos, aunque no siempre directamente vinculados al gobierno central, contribuyeron al desgaste de la coalición. Además, la gestión de algunos asuntos políticos y sociales, como las políticas de inmigración y la administración de recursos públicos, fue criticada por su falta de eficacia y transparencia.

### Cambio de Gobierno
En las elecciones autonómicas de 2010, la popularidad del tripartito había disminuido. Artur Mas, de Convergència i Unió (CIU), ganó las elecciones y formó un gobierno en solitario. El cambio de liderazgo marcó el fin del tripartito y el inicio de una nueva etapa en la política catalana que se centró en el independentismo como principal preocupación de los catalanes.

## La Presidencia de Salvador Illa

### Acuerdo de investidura

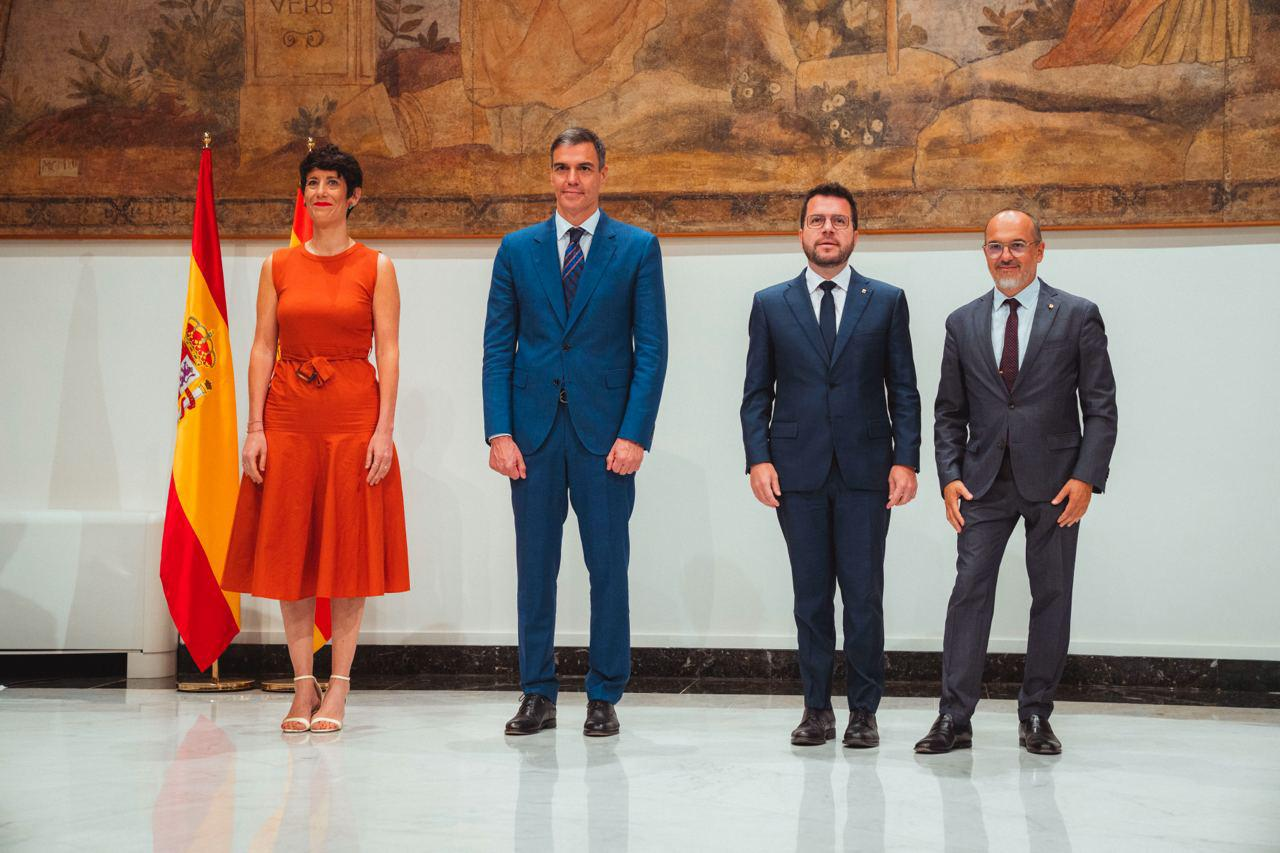
De izquierda a derecha: La ministra de Inclusión Elma Saiz, el Presidente del Gobierno Pedro Sánchez, el Presidente de la Generalidad Pere Aragonès y el consejero de Derechos Sociales Carles Campuzano en la ceremonia de traspaso del IMV a la Generalidad de Cataluña como parte del pacto entre ERC-PSOE.

Luego de las elecciones autonómicas de 2024, se comenzó a especular sobre un posible nuevo tripartito entre el PSC, ERC y los Comuns. El bloque independentista, que había sumado mayoría desde 2012, no logró revalidarla en estas elecciones. La única posibilidad lógica de pacto parecía ser un tripartito para investir a Salvador Illa como presidente de la Generalidad.
Al principio, Esquerra Republicana se negó a colaborar en la investidura del líder socialista, lo cual quedó reflejado en el discurso del Coordinador Nacional de Esquerra Republicana y presidente de la Generalidad, Pere Aragonès, quien afirmó que «ERC estará en la oposición y asumiré las responsabilidades del resultado». Esto se vio agravado por varias crisis internas de ERC tras el "batacazo" electoral, que llevó a Oriol Junqueras, presidente del partido, a dimitir de todos sus cargos. También el entonces presidente de la Generalidad, Pere Aragonès, dimitió, lo que intensificó la crisis interna. Esta situación empeoró cuando se descubrió que varios carteles sobre la posibilidad de que el líder de ERC en Barcelona, Ernest Maragall, sufriera Alzheimer, fueron financiados y colgados por militantes de la propia Esquerra.
El liderazgo de ERC pasó a manos de la secretaria general, Marta Rovira, quien lideró las negociaciones tanto para la conformación de la mesa del parlamento de Cataluña como para la investidura del presidente de la Generalidad. Este último debía pasar por una consulta a las bases de Esquerra. El pacto alcanzado el 29 de julio de 2024 ponía como prioridad la soberanía fiscal de Cataluña, para que la Agencia Tributaria de Cataluña recaudara el 100% de los impuestos de los catalanes. También incluía otros temas, como la lengua catalana, que contemplaba la creación de una consejería propia de Política Lingüística, la permanencia de la consejería de Igualdad y Feminismos, un pacto nacional por la industria y la gratuidad de la educación infantil hasta los 2 años.
El día 2 de agosto de 2024 la militancia de Esquerra Republicana estaba llamada a avalar el acuerdo con el PSC. Con una participación récord del 77% las bases avalaron el pacto con el 53% de los votos y una diferencia de únicamente 550 votos del no.
Tras el pacto ERC-PSC, a Salvador Illa aún le quedaba convencer al tercer partido del tripartito, los Comuns, que fueron los que causaron la caída del gobierno de ERC al no apoyar sus presupuestos. El día 3 de agosto, los socialistas llegaron a un acuerdo con los Comuns para la investidura. El pacto incluía que el proyecto del Hard Rock de Tarragona se parase, además de un aumento en la inversión para la construcción de vivienda pública, la reducción de las listas de espera y la contratación de más profesores.
Luego de la votación de las bases de Esquerra y su visto bueno al pacto con los socialistas, la diputada de las juventudes de ERC, Mar Besses, dio a conocer que no votaría a favor de la investidura hasta que Jovent Republicà diera luz verde. Por ello, las juventudes convocaron un consejo nacional extraordinario para discutir si la diputada apoyaba o no a Illa. El día 5 de agosto, el consejo nacional reunido avaló la investidura del líder de los socialistas catalanes, pero con un «sí crítico» al PSC.

###### Sesión de Investidura

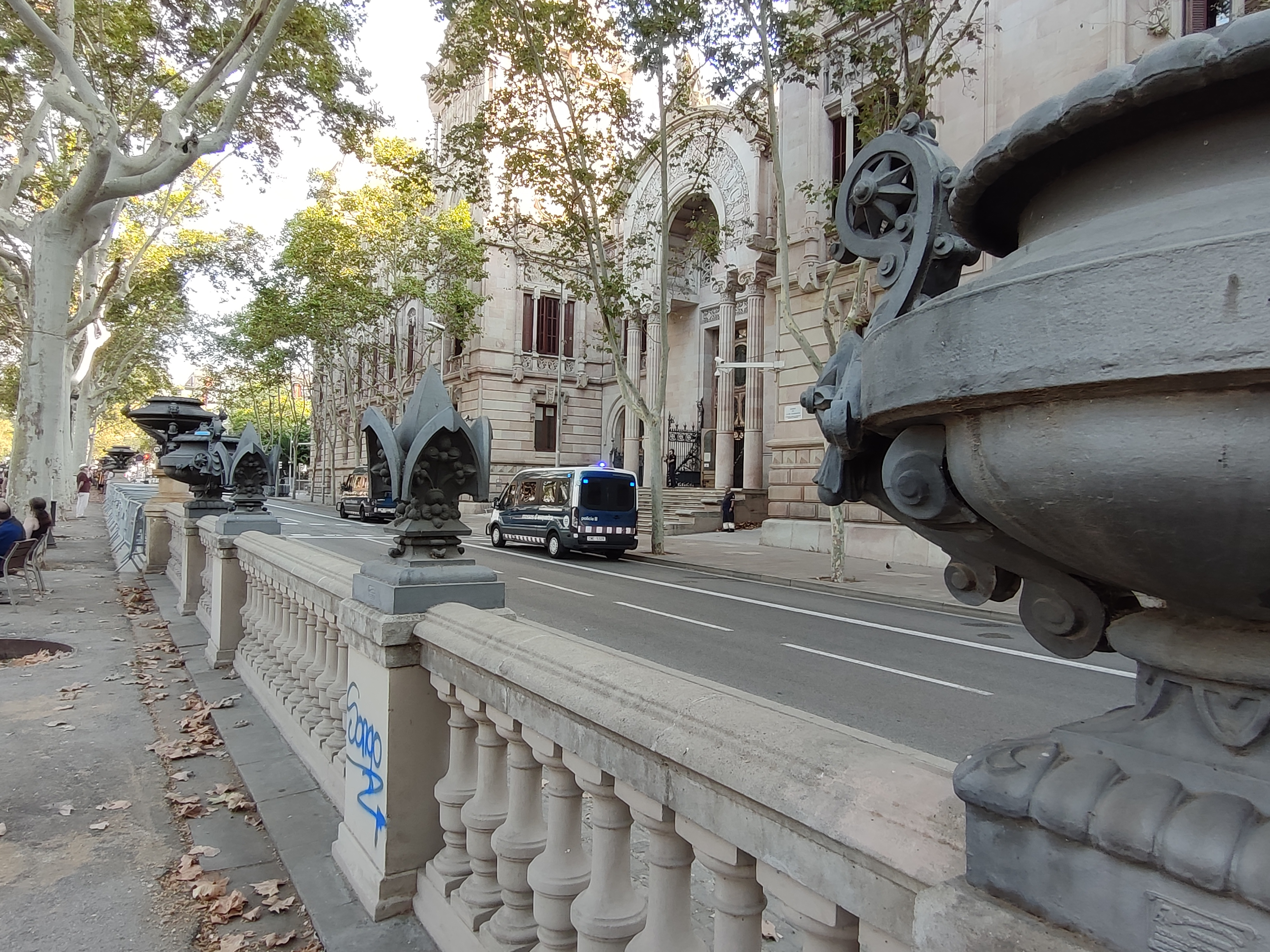
El TSJC el día del regreso de Puigdemont con un fuerte dispositivo policial.

Luego de que las bases de ERC apoyaran el acuerdo con el PSC, el líder de los socialistas comunicó al presidente del parlamento, Josep Rull, que había conseguido los apoyos suficientes para ser investido presidente de la Generalidad, y este comunicó que iniciaría una ronda de consultas.
El martes 6 de agosto, el presidente del Parlamento, Josep Rull, se reunió con los líderes de los grupos parlamentarios para conocer la posición de cada grupo respecto al apoyo al socialista Salvador Illa en una sesión de investidura. Rull comenzó la ronda de contactos con Illa, continuó con ERC y su líder en el parlamento, Josep Maria Jové; la siguiente fue la líder de los Comuns, Jéssica Albiach; y a continuación, Rull recibió a Albert Batet y Mònica Sales (Junts+), Alejandro Fernández (PPC), Ignacio Garriga (Vox), Dani Cornellà (CUP) y Sílvia Orriols y Ramon Abad (Aliança Catalana).
El día de la sesión de investidura de Illa, los Mozos de Escuadra activaron un fuerte dispositivo policial alrededor del Parque de la Ciudadela para impedir la llegada de Carles Puigdemont al Parlamento, además de evitar que los manifestantes, tanto independentistas como nacionalistas españoles, pudieran increpar o atacar a algún diputado.
La sesión inicio a las 10:00 como estaba previsto y sin mayores sobresaltos donde le secretaria tercera de la mesa, Rosa Maria Ibarra Ollé leía la carta en la que el presidente del Parlamento proponía a Salvador Illa como presidente de la Generalidad a continuación el líder socialista comenzó su discurso que se estructuraba en cuatro partes en la que la primera fue un contexto actual y de los retos de la legislatura; habiendo explicado esto pasó a explicar los principales ejes de su programa de gobierno, para en tercer lugar explicar cómo llevaría a cabo estos ejes y para finalizar con unas consideraciones actuales.
Después de que el candidato a la presidencia hizo su discurso inaugural, pasó al debate con cada grupo parlamentario, en el cual cada grupo, de mayor a menor, tenía la palabra. Tras cada intervención, el socialista tenía el derecho a réplica para responder o no a las preguntas o acusaciones de cada grupo. Según el orden establecido, comenzaría el Grupo Parlamentario Junts+ en voz del diputado Albert Batet, seguido por el Grupo Parlamentario Esquerra Republicana con Josep Maria Jové. El tercer orador sería Alejandro Fernández, del Grupo Parlamentario Popular, siendo este grupo el último en tomar la palabra antes de que el presidente del Parlamento suspendiera la sesión por una hora y media.
La sesión se reanudó a las 15:15, cuando el diputado Albert Batet solicitó que se suspendiera el pleno indefinidamente, debido a que el secretario general de Junts, Jordi Turull, fue llamado a declarar por presunta "obstrucción a la justicia", ya que Turull apoyó a Carles Puigdemont en su huida de Barcelona unas horas antes. Pero esta petición fue denegada por la mesa con los votos en contra de PSC y ERC.
Después de Batet, el líder del Grupo Parlamentario Vox, Ignacio Garriga, tomó la palabra. El sexto grupo parlamentario, Comuns, liderado por Jéssica Albiach, dio un discurso breve pero directo al candidato, donde dejó claro que sus votos no serían gratis y que, en caso de que el señor Illa incumpliera, no dudarían en hacerle caer, tal como lo ayudaron a subir. El siguiente grupo fue la CUP, en voz de la comunista Laia Estrada. El penúltimo grupo en tomar la palabra fue el Grupo Mixto, con la líder de Aliança Catalana como portavoz, quien dio un discurso muy duro tanto a los partidos no independentistas como a los independentistas, acusándolos a todos de facilitar la «invasión» que sufre Cataluña, además del islamismo radical que ha dejado las «calles de Cataluña irreconocibles».
El último grupo en tomar la palabra fue el grupo del candidato (Socialistas y Unidos), donde el diputado Ferran Pedret finalizó la fase de discursos de los grupos parlamentarios.
Finalmente, Salvador Illa pronuncia un discurso antes de que los diputados procedan a votar en orden alfabético. Al nombrar a Carles Puigdemont, todo el grupo parlamentario de Junts aplaude en protesta por «no garantizar los derechos democráticos más básicos a un diputado electo». A las 19:32, finalmente el presidente del Parlamento anuncia que el resultado de la votación ha sido de 68 votos a favor, 66 en contra y 1 diputado ausente, por lo que Salvador Illa Roca es investido como el noveno presidente de la Generalidad de Cataluña.

##### Llegada de Carles Puigdemont

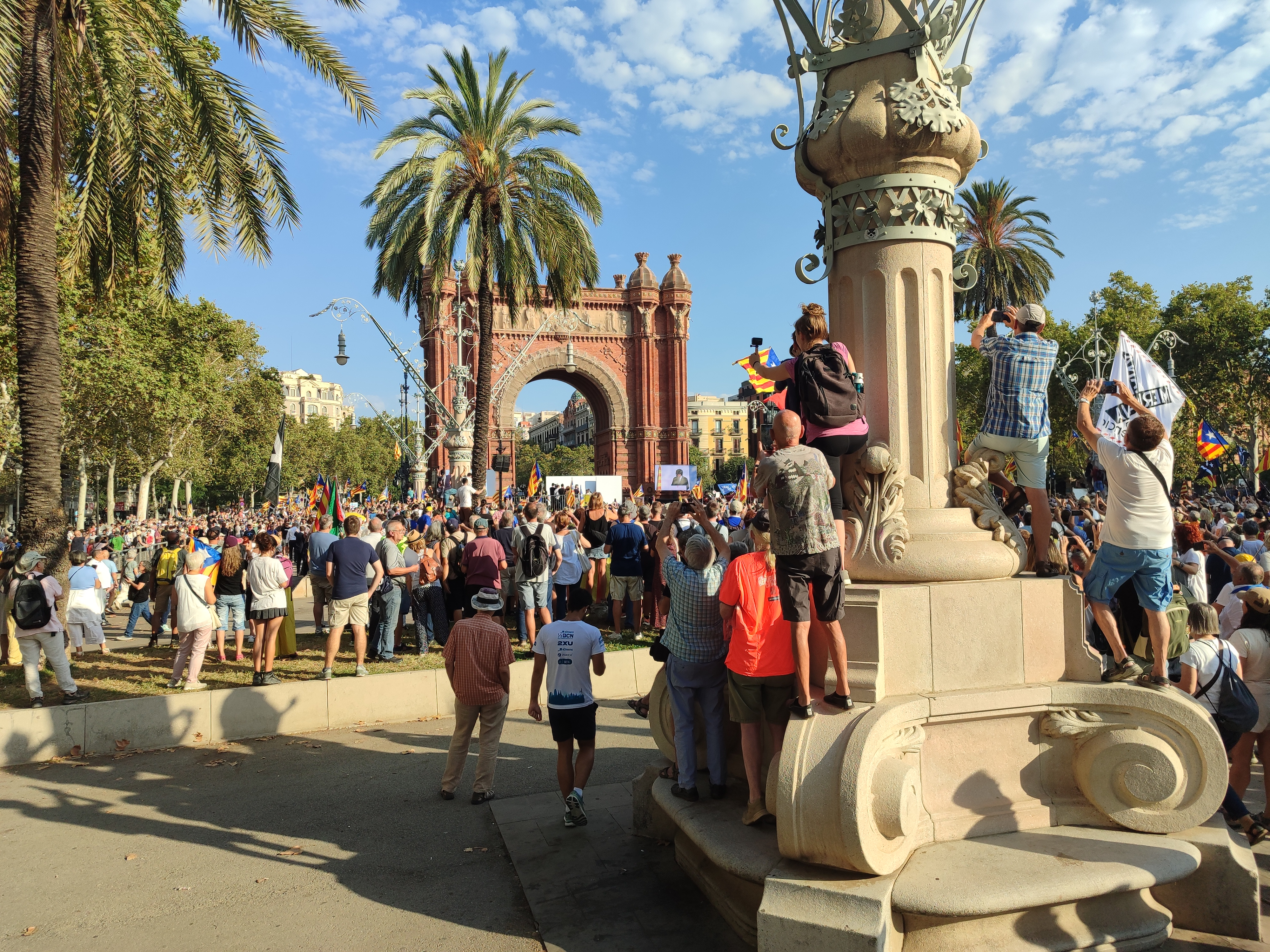
Carles Puigdemont en el Arco del Triunfo.

El líder de Junts+, Carles Puigdemont, anunció luego de los resultados de las elecciones que estaría «presente» en la investidura de cualquier candidato a la presidencia de la Generalidad, ya fuera él o Salvador Illa. El 4 de agosto de 2024, luego de que Salvador Illa le comunicara a Josep Rull que tenía los apoyos suficientes para ser investido presidente, Puigdemont anunció que regresaría a España para la investidura de Illa y acusaría a ERC si lo llegaban a detener antes de poder entrar al Parlamento de Cataluña para ejercer su papel de líder de la oposición y debatir con el candidato socialista. El día de la investidura de Salvador Illa, Puigdemont convocó a sus seguidores en el Passeig de Lluís Companys, en frente del Arco del Triunfo de Barcelona, para impedir que se le capturara. A las 9:00 de la mañana, Puigdemont llegó al Arco del Triunfo, donde lo esperaban sus seguidores. El líder de Junts+ dio un breve discurso donde finalizó con la frase «no sé cuándo nos volveremos a ver». Luego de esto, salió junto a sus seguidores hacia el Parque de la Ciudadela, donde se encuentra el Parlamento de Cataluña, pero en medio de este camino, Carles Puigdemont desapareció de las cámaras y de las fuerzas de seguridad del estado. Esta desaparición hizo que los Mozos de Escuadra activaran la fase 3 de la Operación Jaula.
Carles Puigdemont no fue localizado y la Operación Jaula fue desactivada, ya que con el tiempo transcurrido, el prófugo podría haber salido de Barcelona. Su abogado, Gonzalo Boye, declaró que Puigdemont «se ha ido a su casa» y que jamás lo capturarían, lo que hacía suponer que ya había salido del territorio español rumbo a Waterloo. Esto se confirmó cuando el secretario general de Junts dio a conocer que el líder de Junts per Catalunya ya se encontraba «fuera del estado español», además de confesar que Puigdemont había estado en Barcelona desde el 6 de agosto sin ser detenido por las fuerzas de seguridad del Estado. Tras la huida del expresidente, dos mozos de Escuadra fueron capturados por su implicación en la fuga del expresidente.

##### Formación del gobierno

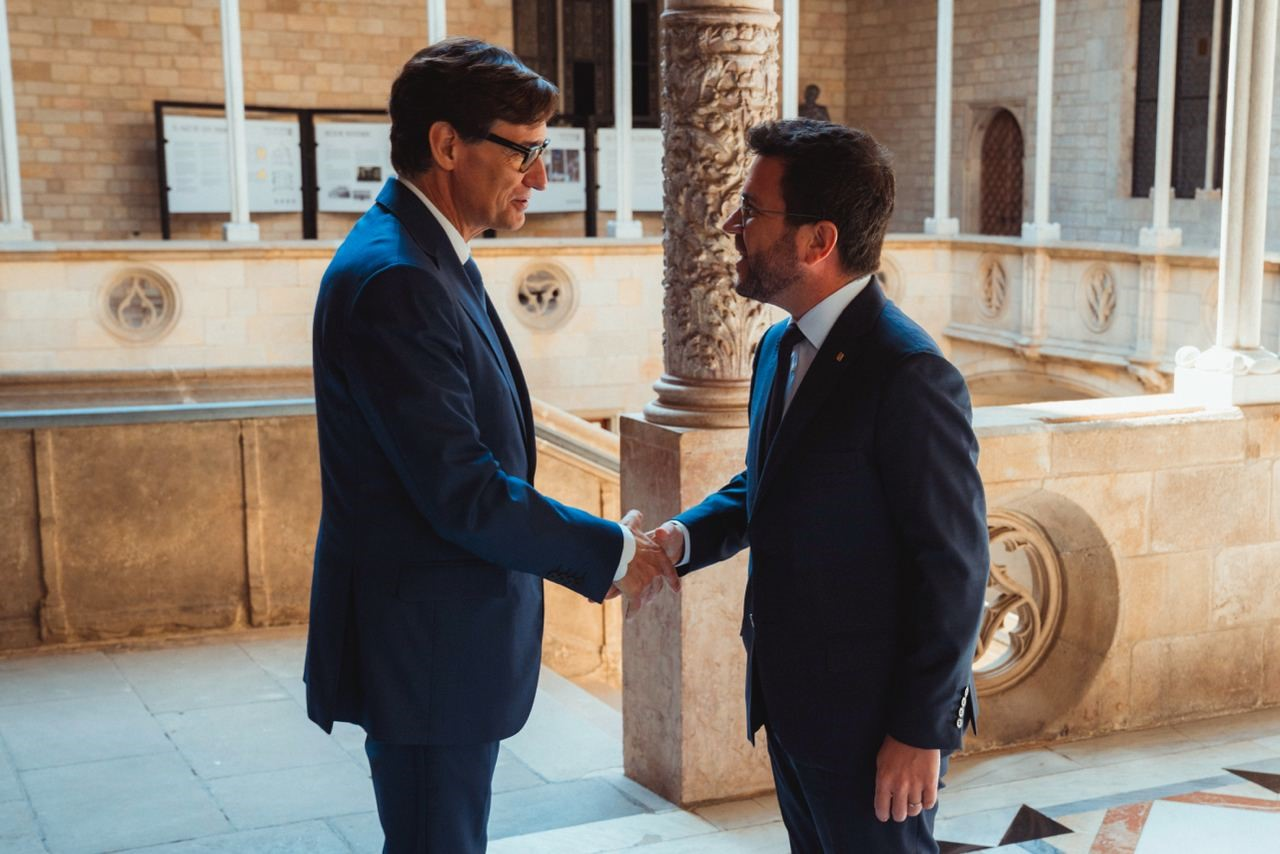
El Presidente Pere Aragonès se reúne con el presidente electo, Salvador Illa en la Generalidad.

El día 9 de agosto, el presidente en funciones, Pere Aragonès, y el presidente electo, Salvador Illa, se reunieron en el Palacio de la Generalidad de Cataluña para realizar el traspaso de carpetas y funciones al nuevo presidente, además de comentar la situación actual de Cataluña y los retos que enfrenta la comunidad autónoma en la actualidad.
El presidente de la Generalidad, Salvador Illa, anunció en su debate de investidura que en su gobierno solo formarían parte miembros de los socialistas, es decir, sería un gobierno en solitario de los socialistas. Tanto los Republicanos como los Comunes anunciaron que no formarían parte del gobierno de momento, dejando abierta la posibilidad de unirse en el futuro. Esto quedó reforzado cuando Illa, en la sesión de investidura, ofreció a ambos grupos la opción de incluir a miembros de sus partidos en su gobierno una vez que los liderazgos de estos partidos estuvieran decididos y los grupos parlamentarios consolidados, con el objetivo de formar el tercer govern tripartit de Cataluña.
La composición del nuevo gobierno comenzó incluso antes de las elecciones, ya que el entonces candidato, Salvador Illa, hizo público que, en caso de ser investido presidente de la Generalidad, designaría como consejera del Interior a la alcaldesa de Santa Coloma de Gramanet, Núria Parlón, dado que había demostrado gran eficacia en su política de seguridad en el municipio del que es alcaldesa. Otros dos nombres se dieron a conocer, pero esto ocurrió después de que Illa fuera investido presidente. El día 9 de agosto de 2024, hizo público que el hasta entonces gerente del Ayuntamiento de Barcelona, Albert Dalmau Miranda, sería el nuevo consejero de la Presidencia, y que el alcalde de Esparraguera y mano derecha de Lluïsa Moret en la Diputación de Barcelona, Javier Villamayor Caamaño, sería el secretario general del Gobierno.
El sábado 10 de agosto, Salvador Illa tomó posesión del cargo de Presidente de la Generalidad de Cataluña en el salón Sant Jordi del Palacio de la Generalidad, acompañado por varios altos cargos de la Generalidad y del gobierno de España. Por parte de la Generalidad, lo acompañaron el hasta entonces presidente en funciones, Pere Aragonès, los consejeros del gobierno de Cataluña, diversos cargos de la Diputación de Barcelona, como su presidenta Lluïsa Moret, y el alcalde de Barcelona, Jaume Collboni. En representación del gobierno de España, asistieron cinco ministros: la Vicepresidenta Primera del Gobierno y Ministra de Hacienda, María Jesús Montero; el ministro de Presidencia y Justicia, Félix Bolaños; el ministro de Cultura, Ernest Urtasun; la Ministra de Ciencia y Universidades, Diana Morant; y el ministro de Industria y exalcalde de Barcelona, Jordi Hereu. También estuvo presente el presidente del Parlamento de Cataluña. En representación de los Gobiernos autonómicos solo asistieron los socialistas, María Chivite de Navarra y Adrián Barbón por Asturias.
Desde antes de la posesión de Illa, se comenzó a especular sobre posibles candidatos a ser consejeros de la Generalidad, especialmente en las consejerías de Educación, Empresa, Justicia y Salud, que son los principales ejes del gobierno del líder socialista. Para la primera, la candidata más obvia sería Esther Niubó, diputada del PSC desde 2015 y secretaria de Educación y Formación Profesional del partido desde 2019. Además, forma parte del llamado Govern Alternatiu de Cataluña, una especie de gobierno en la sombra que busca visibilizar una alternativa a la propuesta independentista de los últimos tiempos, con las mismas funciones. El favorito para Justicia es el diputado Ferran Pedret, una persona de confianza de Illa, además de haber ejercido como abogado durante algunos años. Para Salud, el preferido es Vicente Martínez Ibáñez, aunque también han sonado otros nombres para este cargo, como Assumpció Laïlla, Olga Pané, Manel del Castillo y Sara Jaurrieta.
El 10 de agosto de 2024, Salvador Illa, además de confirmar a la alcaldesa de Santa Coloma de Gramanet, Núria Parlón, como consejera del Interior, anunció que su mano derecha en el parlamento, Alicia Romero Llano, será la nueva consejera de Economía y Hacienda. Este nombramiento tiene un gran peso político, ya que Romero fue una de las negociadoras con Esquerra que alcanzó el pacto fiscal con este partido. Por este motivo, se sospecha que su elección fue impulsada por la presión de ERC, con el fin de asegurar el cumplimiento del acuerdo alcanzado para la investidura de Illa.

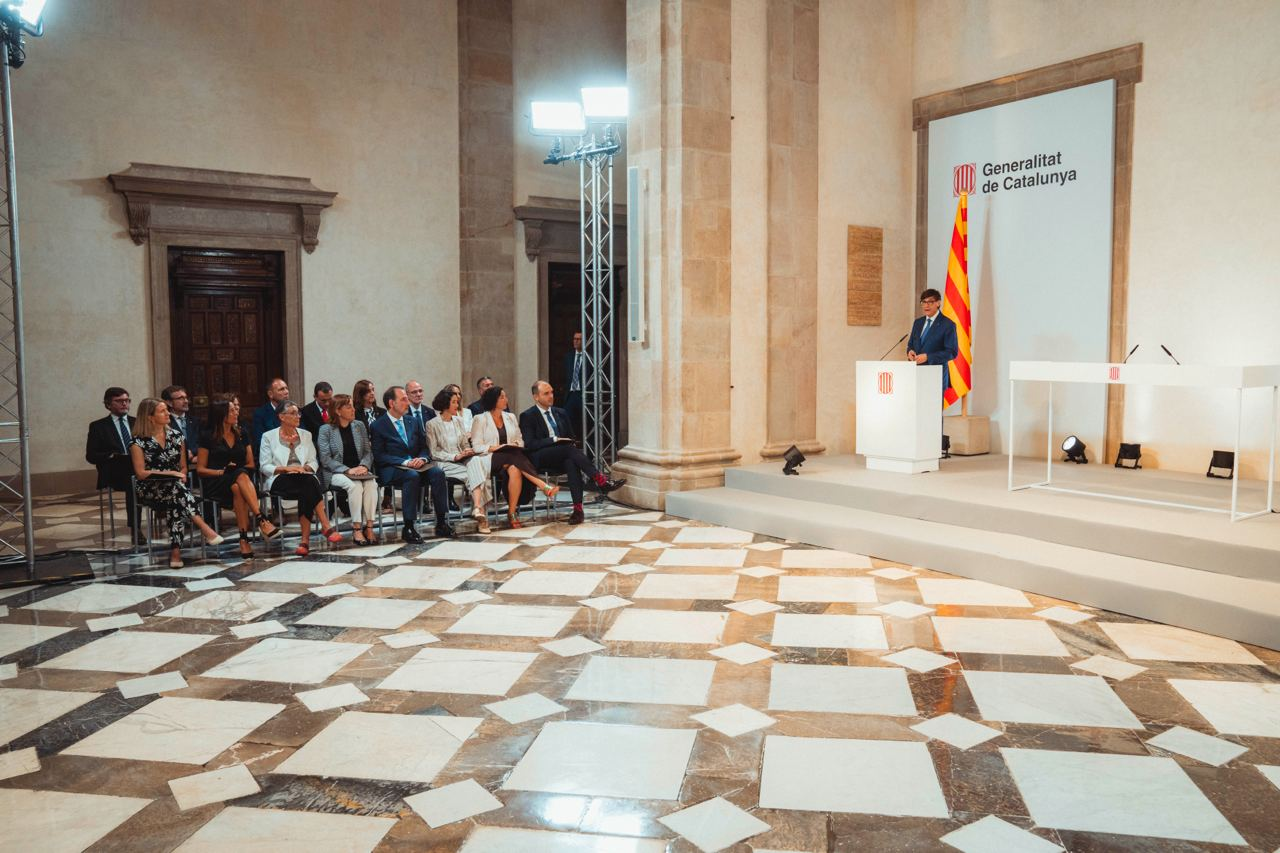
El acto de posesión en el Salón Sant Jordi de los Consejeros.

El domingo 11 de agosto se descartó a Ferran Pedret como consejero, ya que tomaría el relevo de Salvador Illa en el Parlamento como presidente del Grupo Parlamentario Socialista y de Unidos por Avanzar, y este cargo es incompatible con un puesto en el Consejo Ejecutivo del gobierno.El domingo por la tarde se comenzaron a conocer los nombres de los consejeros que tomarían posesión el lunes 12 de agosto de 2024. El exconsejero de Interior del gobierno de Artur Mas, Ramon Espadaler, sería el Consejero de Justicia y Calidad Democrática. La macro Consejería de Territorio, Vivienda y Transición Ecológica estaría al mando de Sílvia Paneque. La Consejería de Salud la asumiría la especialista Olga Pané. La Consejera de Educación sería la concejal de Castelldells Esther Niubó. La Consejería de Derechos Sociales e Inclusión quedaría bajo la dirección de la secretaria de Inclusión del Gobierno de España, Mònica Martínez. El expostconvergente Miquel Sàmper sería el Consejero de Empresa y Trabajo. La diputada de la Diputación de Barcelona Eva Menor quedaría al mando de la Consejería de Igualdad y Feminismo. El experto en la Unión Europea Jaume Duch asumiría el relevo de Meritxell Serret en la Consejería de Unión Europea y Acción Exterior. Núria Montserrat sería la titular de la Consejería de Investigación y Universidades. El diputado Òscar Ordeig sería el titular de Agricultura. Bernardo Álvarez tomaría la nueva Consejería de Deportes. La hasta entonces directora de patrimonio cultural, Sònia Hernández, recibiría un ascenso al convertirse en la titular de la Consejería de Cultura. La Consejería de Política Lingüística estaría al mando del director de Política Lingüística en la Consejería de Cultura, Francesc Xavier Vila, que pasaría a ser un departamento propio.
El lunes 12 de agosto de 2024, a las 11:00 de la mañana, los consejeros del nuevo gobierno, al mando de Salvador Illa, comenzaron a tomar posesión de sus diferentes cargos. El primero en hacerlo fue el Consejero de Presidencia. Después de la toma de posesión, los consejeros se dirigieron a sus respectivos departamentos para que sus predecesores les entregaran el cargo y la sede de la consejería.

### Controversias

###### Financiación "singular"
Luego de hacerse público el acuerdo entre el Partido de los Socialistas de Cataluña y Esquerra Republicana de Catalunya para que el líder de los socialistas fuera investido Presidente, varios presidentes de diferentes comunidades autónomas del PSOE salieron a criticar este pacto. Los más duros fueron el presidente de Castilla-La Mancha y el líder de los socialistas de Aragón, quienes catalogaron este pacto como un «grave atentado a la igualdad», además de hacer referencia al coste que conllevó la investidura de Pedro Sánchez como Presidente del Gobierno, ya que «no podemos ser, el resto de territorios, los que paguemos otra investidura». 

Los partidos de la oposición al Gobierno de España también salieron a criticar este pacto. El Partido Popular (PP) dijo que este acuerdo le parecía «corrupción para comprar votos» y que con ello Pedro Sánchez seguiría en la Moncloa. Además, el PP llamó a los barones socialistas a rebelarse contra Sánchez y hacerlo caer para impedir que el pacto se llevara a cabo. El otro partido que criticó este pacto fue Vox, que catalogó al PSC como un partido "separatista" más y como el PP llamó a los barones socialistas (en particular a García-Page) a rebelarse contra Sánchez.

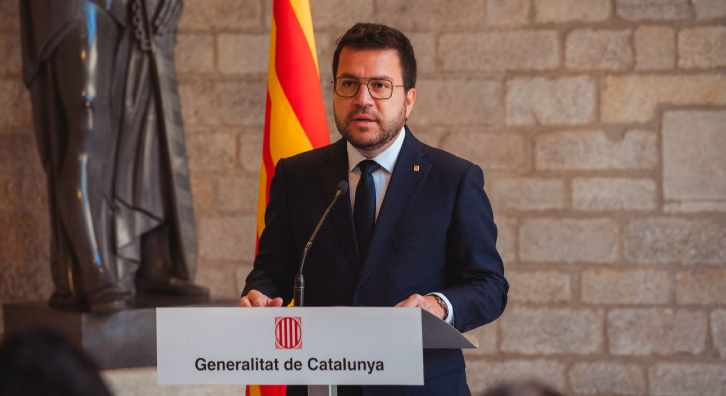
El presidente de la Generalidad y Coordinador Nacional de Esquerra, Pere Aragonès en su última comparecencia antes de la investidura de Salvador Illa.

El otro partido independentista catalán, Junts+, criticó el pacto, ya que ERC «asume en la práctica el marco político del PSC» y del 155, que sacó a Carles Puigdemont del cargo de President. Afirmaron que lo que deberían hacer las fuerzas independentistas era forzar una negociación bilateral con el Estado utilizando sus votos en el Congreso de los Diputados. “De una negociación bilateral con el Estado, aprovechando la fuerza decisiva [de los partidos independentistas] en Madrid, se pasaría ahora a una negociación entre un gobierno español presidido por el PSOE y un Govern presidido por el PSC”, afirmó el líder de los posconvergentes en el Parlamento de Cataluña, Albert Batet.
Otro de los partidos independentistas que criticaron este pacto fue la CUP, que criticó a ERC por «cerrar el 'procés'». La líder de la CUP, Laia Estrada, mostró el "rechazo total" de su partido al acuerdo, cuyo contenido no aceptan ni desde el punto de vista de izquierdas ni desde el independentista, ya que el "PSC más españolista y de derechas de la historia" volverá a gobernar Cataluña.
El último partido independentista representado en la cámara catalana en criticar el pacto fue Aliança Catalana, que acusó a ERC de traicionar el mandato del 1-O, además de afirmar que el pacto con el PSC es un «engaño de grandes magnitudes a los catalanes». Aliança también afirmó que el único partido independentista real es Aliança Catalana y que el resto de partidos que se hacen llamar independentistas son en realidad "procesistas".
La asociación independentista más importante de Cataluña, la Asamblea Nacional Catalana, también criticó el pacto, asegurando que la historia juzgará a Esquerra por el acuerdo al que llegó con el PSC. Además, critica a ERC por intentar cerrar el procés y por agudizar una fatídica división del independentismo, al abandonar cualquier confrontación con el Estado español.
Luego de la investidura del socialista Salvador Illa como presidente, y al no poseer este las competencias para llevar a cabo esta reforma, comenzó una negociación entre el gobierno central, dirigido por el también socialista Pedro Sánchez, y las diferentes Comunidades Autónomas (la mayoría gobernadas por el Partido Popular), que se oponían a esta salida de Cataluña del "sistema común", ya que rompería “la igualdad de todos los ciudadanos españoles”.
Ante estas críticas, el presidente del gobierno inició una ronda de consultas con todos los presidentes autonómicos, incluidos los de País Vasco y Navarra (que no se verían afectados por la salida del régimen común de Cataluña, ya que ambas comunidades tienen un concierto especial). Cuando el líder del ejecutivo anunció esta ronda de consultas, al principio los líderes territoriales del PP se negaron a acudir a la Moncloa, pero finalmente aceptaron para "respetar la institucionalidad de España", aunque la presidenta madrileña, Isabel Díaz Ayuso, se negó a asistir a la reunión.
La ronda comenzó el 20 de septiembre con el presidente vasco, Imanol Pradales, quien comentó que "el presidente tiene ganas de continuar con una legislatura larga y trabajará en ese sentido para que mantenga su estabilidad. Desde Euskadi se va a jugar a favor de la estabilidad en el Estado". Ese mismo día, se reunió con los presidentes de Galicia y Andalucía, quienes pidieron "abandonar" la idea de una financiación singular para Cataluña.

###### Acuerdo PSC-Comuns
El acuerdo alcanzado entre la formación de Salvador Illa y la formación heredera de ICV, liderada en el parlamento por Jéssica Albiach, se centró en tres ejes fundamentales: vivienda, salud y medio ambiente. En cuanto a la primera, se acordó el aumento de la construcción de vivienda pública financiada al 100% por el gobierno de la Generalidad, además de la regularización de los alquileres de temporada. En el tema de la salud, destacó el acuerdo en salud mental, que busca la reducción de los casos de suicidio, depresión y ansiedad que afectan a la población catalana. El último punto, el medio ambiente, tuvo especial relevancia, ya que se acordó la paralización del proyecto Hard Rock en Tarragona, que fue la causa de la caída del anterior gobierno de Pere Aragonès, así como no impulsar la ampliación del Cuarto Cinturón y el compromiso de trabajar para impedir la ampliación del aeropuerto de Barcelona.
Luego del pacto entre el Partido Socialista y los Comuns el líder del PP catalán salió a criticar este pacto porque llevaba a Cataluña a «Más 'cultura del no a todo' y más 'perroflautismo contemplativo', es decir, más decadencia para Cataluña».

## Tripartito en otras instituciones

### Diputaciones Provinciales

###### Diputación de Barcelona
En la diputación de Barcelona el primer pacto entre el PSC, ERC y ICV-EUiA se llevó a cabo en el año 2003 y coincidió con la presidencia de Pasqual Maragall este pacto tuvo especial relevancia, ya que fue el primer pacto entre las tres fuerzas en una diputación provincial de toda la historia de Cataluña.
En el año 2019 se intentó llegar a un tripartito, pero no se logró debido a la falta de consenso entre BeC y ERC por la frustrada elección de Ernest Maragall (ERC) como alcalde de Barcelona, lo que llevó a Ada Colau (BeC) a ocupar este puesto gracias al apoyo del partido liberal Ciutadans pel Canvi, liderado por el ex primer ministro francés Manuel Valls.
Luego de las elecciones municipales de 2023 y la elección de los miembros de la diputación, el PSC se consolidó como el grupo mayoritario y buscó apoyos entre los Comunes, quienes fueron los primeros en expresar su respaldo a la candidatura de Lluïsa Moret (PSC) como presidenta de la diputación. ERC mostró más reticencias debido a la convocatoria de elecciones generales por parte de Pedro Sánchez, pero finalmente ERC y PSC firmaron un acuerdo de gobierno que llevó a Moret a la presidencia de la diputación, a Esquerra con dos vicepresidencias y a los Comunes con una vicepresidencia.

###### Diputación de Lérida
El único pacto tripartito (sin los Comunes) que se ha llevado a cabo en la Diputación de Lérida fue en el año 2015, luego de las elecciones municipales de 2015. Este pacto, que llevó a ERC al poder de la Diputación, se alcanzó con el PSC y la CUP. A este acuerdo se le llamó "el pacto antinatura" debido a que las dos fuerzas que apoyaron a ERC son contrarias entre ellas: la CUP es un partido antisistema, anticapitalista e independentista, mientras que el PSC es un partido catalanista, socialdemócrata y federalista. A pesar de ello, consiguieron terminar la legislatura y sacar varios proyectos adelante.

### Ayuntamientos

###### Barcelona

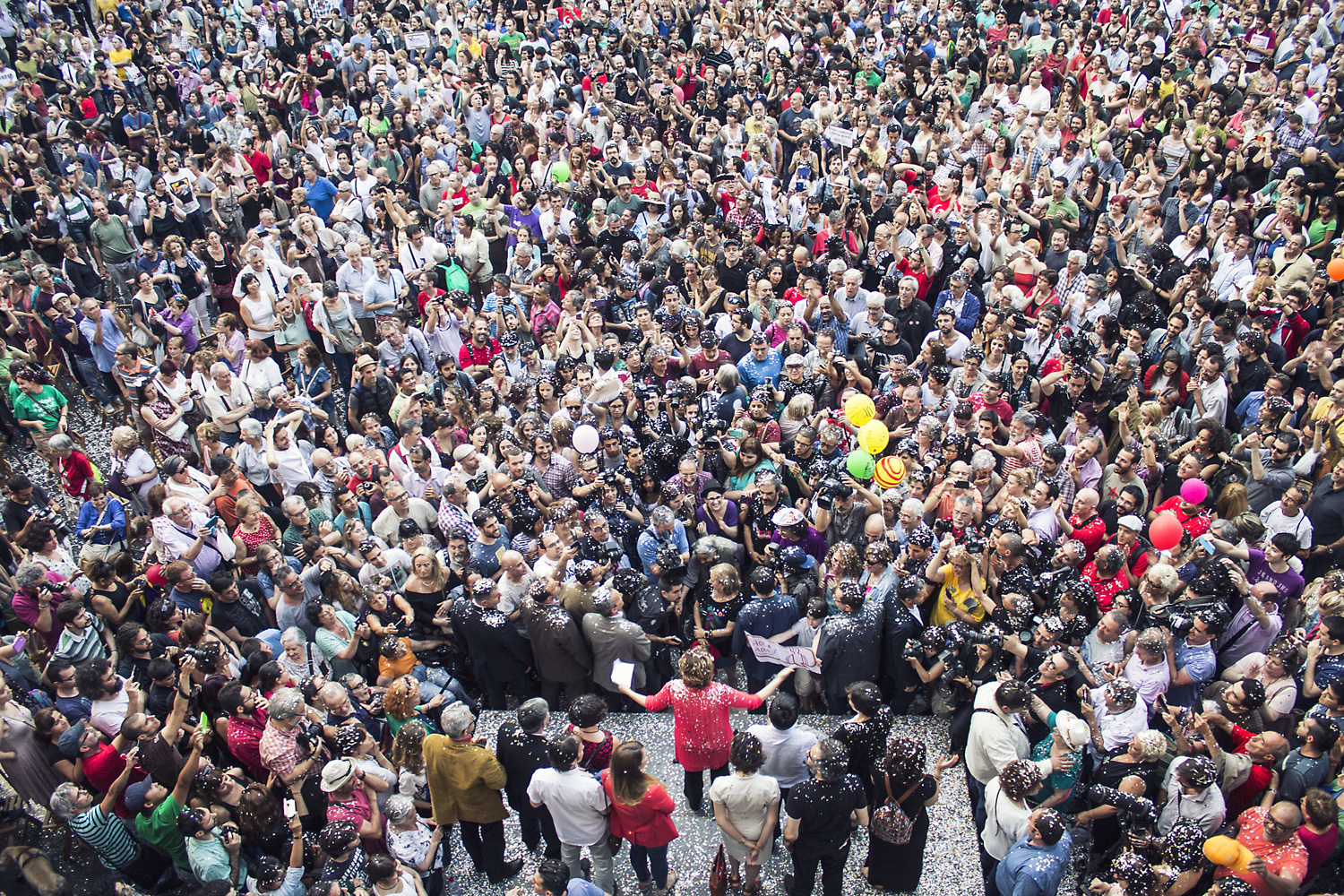
La investidura de Ada Colau como alcaldesa en el año 2015.

Desde 1979 (excepto en el periodo 2011-2015, cuando gobernó CiU) la ciudad de Barcelona ha sido gobernada por alguno de los tres partidos, con o sin el apoyo de los otros dos. Sin embargo, fue hasta 2003 que se formó el primer tripartito en el ayuntamiento, liderado por el socialista Joan Clos, quien gobernó junto a ICV y ERC hasta 2007. Su sucesor, el también socialista Jordi Hereu, continuó con el pacto entre las tres fuerzas hasta el año 2011.
Nuevamente, en el año 2015, luego del gobierno del convergente Xavier Trias y el surgimiento de Barcelona en Comú (heredero de ICV-EUiA), el pacto volvió a aflorar, pero esta vez con Ada Colau (BeC) como líder de este nuevo tripartito entre las tres fuerzas progresistas. A pesar de que ERC no entró en el gobierno y el PSC salió de este en el año 2017, se le considera un tripartito, ya que Colau negoció y pactó más del 90% de los acuerdos con las otras dos fuerzas de izquierdas.
En el año 2019, el pacto entre los tres partidos saltó por los aires debido a que el republicano Ernest Maragall, que había ganado las elecciones municipales, priorizó un pacto con JxCat. En cambio, Ada Colau volvió a pactar con el PSC, pero al no sumar estos dos últimos partidos, la alcaldía recaería en la fuerza más votada (ERC). Sin embargo, a último momento, el partido del ex primer ministro francés Manuel Valls dio su apoyo a Colau para evitar que Maragall se convirtiera en alcalde.

###### L'Hospitalet de Llobregat
El municipio de Hospitalet de Llobregat ha estado gobernado desde 1979 ininterrumpidamente por el PSC, ya sea con mayoría absoluta en el ayuntamiento, en un gobierno en coalición o con el apoyo externo de otra fuerza del consistorio. Sin embargo, siempre se han priorizado tanto los gobiernos en coalición como los apoyos externos de las otras dos fuerzas de izquierdas del ayuntamiento (ERC y ICV/Comuns).

###### Sabadell
Sabadell fue gobernada por el tripartito entre el año 2003 y el año 2011, después del pacto en la Generalidad para que Pascual Maragall se convirtiera en presidente de la Generalidad. En muchos municipios se comenzó a utilizar la misma fórmula que en la Generalidad para desalojar a CiU de los consistorios, y uno de ellos fue el de Sabadell, que convirtió a Manuel Bustos Garrido (PSC) en alcalde.

###### Tarrasa
En el municipio vallesano de Tarrasa, el tripartito solo ha gobernado en una única ocasión, durante el periodo 2011-2015. Primero, con Alfredo Vega entre 2011 y 2012, y luego con Jordi Ballart entre 2012 y 2015, ambos del PSC y apoyados por los concejales de ERC e ICV-EUiA. Esto se debió a que, tras las elecciones municipales del año 2011, el ayuntamiento resultó dividido entre diferentes fuerzas, y debido a que ninguna lograba la mayoría absoluta en solitario, el pacto tripartito se vio como el único pacto que podría traer estabilidad al municipio.

###### Badalona

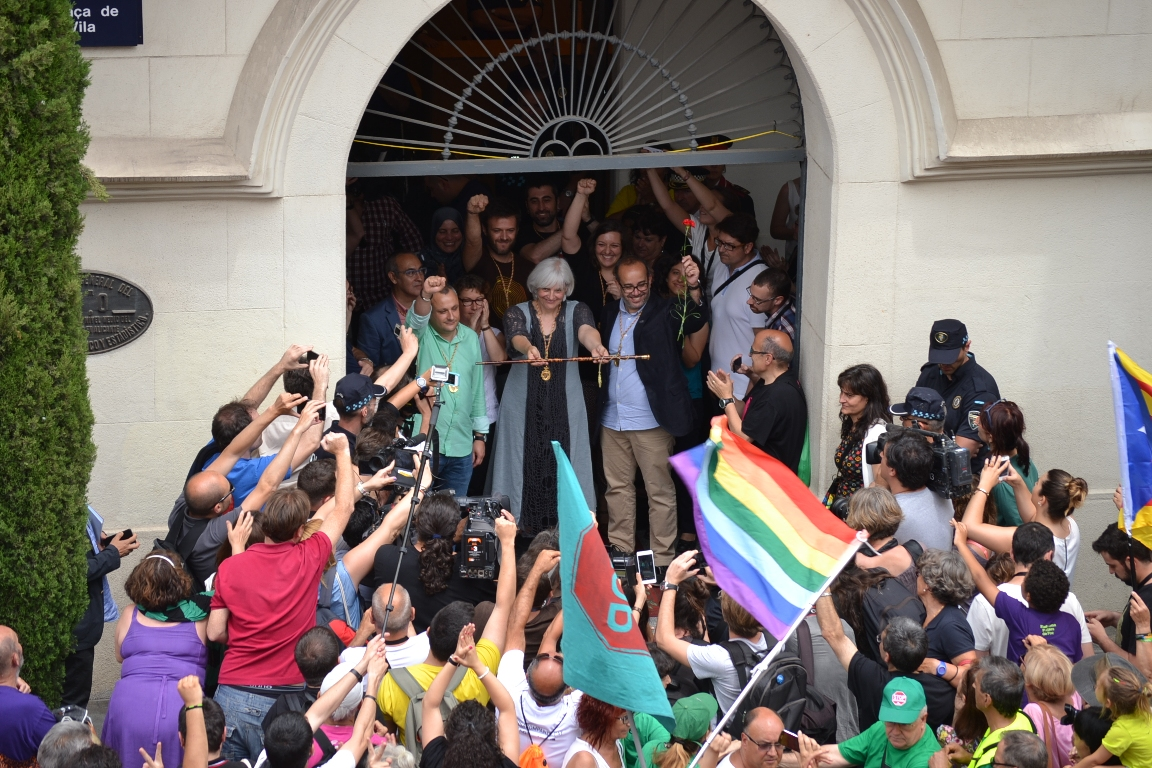
Dolors Sabater el día 13 de junio tras la investidura, con el bastón de mando.

El pacto tripartito (que también se llamó cuatripartito por la adhesión de GBeC) en Badalona se fraguó luego de las elecciones municipales de 2015, buscando impedir que Xavier García Albiol (PP) volviera a ser investido alcalde. Por ello, las fuerzas de izquierdas (GBeC, ERC, PSC e ICV-EUiA) llegaron al acuerdo de investir a Dolors Sabater i Puig (GBeC) como alcaldesa. Este pacto se rubricó bajo presión, debido a que únicamente se tenía un mes para llegar a un acuerdo entre las fuerzas de izquierdas. Al comienzo, las negociaciones fueron muy dispares, en particular entre GBeC y el PSC. Faltando solamente dos días para la sesión de investidura del alcalde, los cuatro partidos llegaron a un pacto que llevaría a Sabater a la alcaldía, incorporando concejales de Esquerra e Iniciativa a su gobierno. El PSC se quedaría fuera del gobierno municipal y actuaría como apoyo externo al gobierno.
En el año 2018 el PSC consulto a sus bases si debían presentar una moción de censura al gobierno de Sabater porque había violado repetidamente la neutralidad institucional. El resultado de la consulta fue afirmativa y el grupo municipal socialista presentó la moción que fue apoyada por el PP y Cs y desalojo al gobierno de izquierdas del ayuntamiento y a Álex Pastor el nuevo alcalde de Badalona.
Luego de las elecciones municipales de 2019, el panorama político de Badalona no varió demasiado, ya que el PP volvió a ganar las elecciones. La coalición entre GBeC y ERC logró conservar la segunda plaza; lo propio hizo el PSC, que quedó tercero como en las anteriores elecciones, aumentando su número de votos pero no de escaños. BeC-ECP (heredero de ICV) quedó en cuarta posición y, por último, quedó la fuerza independentista JxCat.
El PP, al no conseguir la mayoría absoluta, daba oportunidad a que las tres fuerzas de izquierdas llegaran a un pacto para investir a un alcalde. El PSC se negó a volver a negociar con GBeC y rompió las negociaciones con este partido; en cambio, BeC-ECP continuó negociando hasta que se llegó a un acuerdo con la coalición GBeC-ERC. Sin embargo, para lograr la investidura de un alcalde se necesitaban los votos del Partido Socialista, que se negó a negociar. Pero el día de la investidura, los grupos de GBeC-ERC, PSC y BeC-ECP llegaron a un acuerdo para votar al candidato socialista Álex Pastor, con el fin de impedir que García Albiol fuera investido alcalde.
En 2020, luego de la dimisión de Álex Pastor como alcalde por saltarse el estado de alarma decretado por el gobierno de España debido a la crisis sanitaria provocada por la COVID-19, Pastor fue detenido por los Mozos de Escuadra por no respetar el confinamiento, tras haber sido interceptado en su vehículo que circulaba haciendo eses. Fue sustituido por la primera teniente de alcalde Aïda Llauradó, de Badalona En Comú Podem, como alcaldesa accidental. Finalmente, el 12 de mayo de 2020, el popular Xavier García Albiol fue investido alcalde en la sesión de investidura, al ser su candidatura la más votada, tras no llegar los partidos de izquierda a un pacto.  
Luego de que García Albiol fuera alcalde durante un año, el tripartito presentó una moción de censura contra el popular, que salió adelante y convirtió a Rubén Guijarro (PSC) en alcalde de Badalona, con concejales de GBeC-ERC y BeC-ECP dentro del gobierno municipal. Finalmente el tripartito cayo luego de las elecciones de 2023 donde Xavier García Albiol logró mayoría absoluta y desalojo a Guijarro del ayuntamiento.

###### Lérida
El único pacto tripartito que fructificó en el ayuntamiento de Lérida fue entre los años 2003 y 2011, con los socialistas Antoni Siurana entre 2003 y 2004 y luego Àngel Ros entre 2004 y 2011 como alcaldes de la ciudad, e incorporando al gobierno municipal a concejales tanto de ERC como de ICV-EUiA. Este pacto, como muchos otros en ayuntamientos, se llevó a cabo en el mismo año que la investidura de Pascual Maragall.

###### Gerona
A pesar de que en el año 2007 el PSC ganó las elecciones municipales de Gerona, no logró alcanzar la mayoría absoluta. Por ello, Anna Pagans incluyó en el gobierno municipal a concejales tanto de ERC como de ICV-EUiA, a pesar de que el PSC sumaba mayoría con solo uno de los dos partidos. Pagans prefirió incorporar a ambos para dar más estabilidad a su gobierno municipal, luego de que ERC amenazara con romper el gobierno de la Generalidad.